# Eido I.
Eido I., auch Ido, Eid oder Ägidius (* 955; † 20. Dezember 1015 in Leipzig) war von 992 bis 1015 Bischof von Meißen.

Vermutlich von adliger Herkunft aus dem Hause Colditz, war Eido Mitglied des Domkapitel Magdeburgs; seine Ernennung zum Bischof von Meißen im Jahre 992 erfolgte auf Empfehlung des Magdeburger Erzbischofs Giselher. In seine Amtszeit fällt der Streit über die Wiederherstellung des 981 auf Betreiben Giselhers aufgehobenen Bistums Merseburg, dessen Gebiete östlich der Mulde an Meißen gefallen waren. Eido gelang es, diese Gebiete nach der Wiederherstellung des Bistums Merseburg im Jahre 1004 bei Meißen zu halten. Ein Wirken über die Grenzen des Bistums hinaus, gar am Hofe Ottos III., ist nicht überliefert.
Der 1004 zum Bischof von Merseburg eingesetzte Thietmar berichtete im siebten Buch seiner Chronik, dass Eido auf der Durchreise am 20. Dezember 1015 in der Burg Leipzig (in urbe Libzi) verstorben sei. Diese Ortsangabe ist die erste Erwähnung des späteren Leipzigs. Sein Leichnam wurde von Hildeward, Bischof von Zeitz, nach Meißen überführt und dort bestattet.